# Maria Dupláa
Maria Dupláa est une actrice argentine née le 4 juillet 1986 à Buenos Aires.

## Biographie
Elle est la fille de l'animateur de radio Quique Dupláa.
Elle a débuté comme actrice en 2006 dans le film argentin Suspiros del corazón, où elle a obtenu son premier rôle. En 2011 elle a été appelée par Pablo Echarri (mari de sa tante Nancy Dupláa (es)), pour rejoindre le casting du feuilleton télévisé El elegido (es), où elle incarne Jimena Estevez.
En 2014 elle joue dans Lago de luciérnagas de Samir Marun Helo et Florencia Iwabuti.
En 2017 elle joue dans le film Une vie ailleurs d'Olivier Peyon.

## Filmographie
- 2005 : Conflictos en red : Lucrecia
- 2006 : Suspiros del corazón (es) d'Enrique Gabriel : Fraty
- 2007/2008 : Mujeres de nadie de Pablo Echarri : María
- 2009 : Valientes : Carla
- 2011 : Sangre Negra: Aldo Knodell Debe Morir de Elian Aguilar : Milagros Molina
- 2011 : El elegido (es) de Pablo Echarri : Jimena Estevez
- 2012 : Mala (es) d'Adrián Caetano : Rosario
- 2013 : Lago de luciérnagas de Samir Marun Helo et Florencia Iwabuti : Samantha
- 2015 : Uno mismo de Gabriel Arregui
- 2016 : La Leona de Pablo Echarri et Martín Seefeld
- 2017 : Une vie ailleurs de Olivier Peyon : Maria